# 3652 Сорос
3652 Сорос (3652 Soros) — астероїд головного поясу, відкритий 6 жовтня 1981 року.
Тіссеранів параметр щодо Юпітера — 3,522.